# Katun (Mirabilandia)
Pour les articles homonymes, voir Katun.
Katun est un parcours de montagnes russes inversées situé à Mirabilandia près de Ravenne, en Italie.

## Description

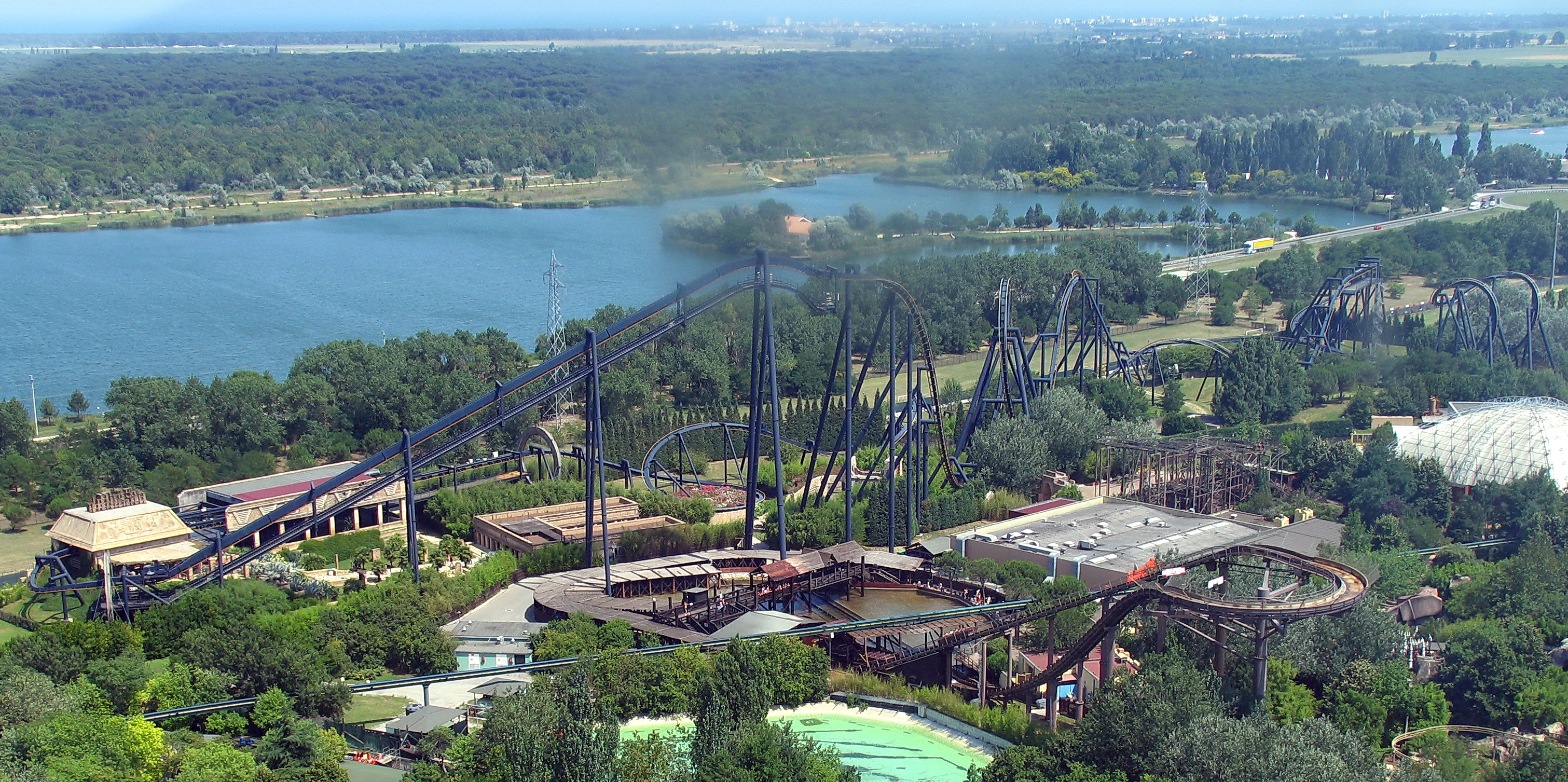
Vue depuis la grande roue.

Situé dans le quartier précolombien Maya de Sian Ka'an, il est construit par l'entreprise suisse Bolliger & Mabillard en 2000. Katun est le plus long parcours de montagnes russes inversées d'Europe, à égalité avec The Monster à Walygator Grand Est.
Le katun est une unité de temps du calendrier maya qui dure environ 7 200 jours soit 20 ans. La gare de l'attraction est thématisée sur la Civilisation maya. Le grand anneau à l'intérieur duquel passe le train en sortie de gare et en fin de parcours n'est pas sans rappeler la porte des étoiles.

## Statistiques
Les éléments qui constituent le parcours sont (dans l'ordre) : looping vertical, zero-G-roll, cobra roll et 2 tire-bouchons.
Sécurisés par des harnais, les 3 trains de 8 rangs (composés de 4 sièges chacun) peuvent transporter 32 passagers.

## Accident
Le 18 août 2007, un homme de 30 ans originaire du Maroc a été tué après avoir été violemment percuté à la tête par la jambe d'une jeune italienne, alors passagère de l'attraction au moment du choc.
Selon les rapports, l'homme aurait dépassé la clôture de 2 mètres de hauteur d'une zone interdite d'accès, où il voulut récupérer un chapeau perdu auparavant lors d'un tour de cette même attraction.
Le train circulait alors à une vitesse d’environ 100 km/h lors de l'impact. La passagère de l'attraction s'en est quant à elle tirée avec de légères blessures à la jambe. L'enquête qui suivit conclut que la direction de Mirabilandia n'était pas considérée comme responsable du drame. L'attraction fut interrompue pendant 24 heures.